# Zombie Driver
Zombie Driver est un jeu vidéo indépendant de combat motorisé développé par Exor Studios. Il est sorti en 2009 sur Windows, PlayStation 3, Xbox 360, Xbox One, Android et Ouya.

## Système de jeu
Dans une ville infestée de zombies, le joueur prend la place d'un héros chargé de sillonner la ville au volant d'un des différents véhicules à disposition (taxi, bus, ambulance, etc.) et d'aller récupérer des survivants avant qu'ils ne se fassent prendre. 
Bien sûr, il est possible d'améliorer les caractéristiques des véhicules, en ajoutant des armes (lance-flamme, roquettes, mitrailleuse, etc.), ou encore en renforçant leur résistance aux impacts et aux dégâts. Pour cela, il vous faudra dépenser un certain montant, durement gagné en accomplissant les missions précédentes. De l'argent peut aussi être gagné en tuant un maximum de zombies (système de combos), ou en accomplissant des tâches annexes (sauver plus de personnes que le minimum demandé par exemple).
Visuellement, le gameplay de Zombie Driver rappelle celui du jeu Grand Theft Auto II, où une vue de dessus était aussi adoptée.

## Accueil
- Jeuxvideo.com : 14/20[1]